# 2011 w lekkoatletyce
2011 w lekkoatletyce – prezentacja sezonu 2011 w lekkoatletyce.
Najważniejszą imprezą sezonu były rozegrane na przełomie sierpnia i września w Daegu w Korei Południowej mistrzostwa świata. Od 6 maja do 16 września na stadionach Azji, Ameryki Północnej oraz Europy rozgrywanych było czternaście prestiżowych mityngów lekkoatletycznych, czyli Samsung Diamentowa Liga IAAF.

## Zawody międzynarodowe

### Światowe
| Zawody                                       | Miejsce        | Data                   | Źródło             |
| -------------------------------------------- | -------------- | ---------------------- | ------------------ |
| Mistrzostwa świata                           | Daegu          | 27 sierpnia–4 września | [ 1 ]              |
| Mistrzostwa świata juniorów młodszych        | Lille          | 6–10 lipca             | [ 3 ]              |
| Mistrzostwa świata w biegach przełajowych    | Punta Umbría   | 20 marca               | [ 4 ]              |
| Uniwersjada                                  | Shenzhen       | 12–22 sierpnia         | [ 5 ]              |
| Światowe igrzyska wojskowych                 | Rio de Janeiro | 19–23 lipca            | [ 6 ]              |
| Mistrzostwa świata w biegu na 100 kilometrów | Winschoten     | 10 września            | [ 7 ]              |
| Mistrzostwa świata w biegach górskich        | Tirana         | 11 września            | [ 8 ] [ 9 ] [ 10 ] |

### Międzykontynentalne
| Zawody                                     | Miejsce     | Data               | Źródło        |
| ------------------------------------------ | ----------- | ------------------ | ------------- |
| Mistrzostwa ibero-amerykańskie w maratonie | Caracas     | 20 lutego          | [ 11 ] [ 12 ] |
| Mistrzostwa panamerykańskie juniorów       | Miramar     | 22–24 lipca        | [ 13 ] [ 14 ] |
| Igrzyska Wspólnoty Narodów młodzieży       | Douglas     | 9–11 września      | [ 15 ]        |
| Igrzyska panamerykańskie                   | Guadalajara | 23–30 października | [ 16 ]        |
| Mistrzostwa panarabskie                    | Al-Ajn      | 26–29 października | [ 17 ] [ 18 ] |
| Igrzyska panarabskie                       | Doha        | 15–20 grudnia      | [ 19 ]        |

### Kontynentalne

#### Afryka
| Zawody                                    | Miejsce  | Data           | Źródło        |
| ----------------------------------------- | -------- | -------------- | ------------- |
| Mistrzostwa Afryki w biegach przełajowych | Kapsztad | 6 marca        | [ 20 ] [ 21 ] |
| Mistrzostwa Afryki w wielobojach          | Réduit   | 16–17 kwietnia | [ 22 ] [ 23 ] |
| Mistrzostwa Afryki juniorów               | Gaborone | 12–15 maja     | [ 24 ]        |
| Igrzyska afrykańskie                      | Maputo   | 11–17 września | [ 24 ]        |

#### Ameryka Północna, Południowa i Karaiby
| Zawody                                                 | Miejsce       | Data           | Źródło        |
| ------------------------------------------------------ | ------------- | -------------- | ------------- |
| Mistrzostwa Ameryki Południowej                        | Buenos Aires  | 2–5 czerwca    | [ 16 ] [ 25 ] |
| Mistrzostwa Ameryki Środkowej i Karaibów               | Mayagüez      | 15–17 lipca    | [ 26 ]        |
| Mistrzostwa Ameryki Południowej juniorów               | Medellín      | 23–25 września | [ 27 ]        |
| Mistrzostwa Ameryki Południowej w biegach przełajowych | Asunción      | 20 lutego      | [ 28 ]        |
| Panamerykański puchar w chodzie sportowym              | Envigado      | 26–27 marca    | [ 29 ]        |
| Mistrzostwa NACAC w biegach przełajowych               | Port-of-Spain | 20 lutego      | [ 30 ] [ 31 ] |
| Mistrzostwa NACAC w wielobojach                        | Kingston      | 27–28 maja     | [ 32 ] [ 33 ] |
| CARIFTA Games                                          | Montego Bay   | 23–25 kwietnia | [ 34 ] [ 35 ] |

#### Azja
| Zawody                                   | Miejsce      | Data               | Źródło |
| ---------------------------------------- | ------------ | ------------------ | ------ |
| Mistrzostwa Azji w chodzie sportowym     | Nomi         | 13 marca           | [ 36 ] |
| Mistrzostwa Azji                         | Kobe         | 7–10 lipca         | [ 37 ] |
| Mistrzostwa Azji w maratonie             | Pattaya      | 17 lipca           | [ 38 ] |
| Igrzyska Azji Południowo–Wschodniej      | Palembang    | 12–16 listopada    | [ 39 ] |
| Igrzyska Rady Współpracy Zatoki Perskiej | Madinat 'Isa | 17–19 października | [ 40 ] |

#### Europa
| Zawody                                                | Miejsce                                                                      | Data              | Źródło        |
| ----------------------------------------------------- | ---------------------------------------------------------------------------- | ----------------- | ------------- |
| Halowe mistrzostwa Europy                             | Paryż                                                                        | 4–6 marca         | [ 41 ]        |
| Drużynowe mistrzostwa Europy                          | Sztokholm (Superliga) Izmir (I liga) Nowy Sad (II liga) Reykjavík (III liga) | 19–20 czerwca     | [ 5 ]         |
| Mistrzostwa Europy juniorów                           | Tallinn                                                                      | 21–24 lipca       | [ 42 ]        |
| Młodzieżowe mistrzostwa Europy                        | Ostrawa                                                                      | 14–17 lipca       | [ 43 ]        |
| Mistrzostwa Europy w biegach przełajowych             | Velenje                                                                      | 11 grudnia        | [ 5 ]         |
| Zimowy puchar Europy w rzutach                        | Sofia                                                                        | 19–20 marca       | [ 5 ]         |
| Puchar Europy w biegu na 10 000 m                     | Oslo                                                                         | 4 czerwca         | [ 5 ]         |
| Puchar Europy w chodzie sportowym                     | Olhão da Restauração                                                         | 21 maja           | [ 5 ]         |
| Puchar Europy w wielobojach                           | Toruń (Superliga) Bressanone (I liga) Ribeira Brava (II liga)                | 2–3 lipca         | [ 5 ]         |
| Letni olimpijski festiwal młodzieży Europy            | Trabzon                                                                      | 25–29 lipca       | [ 44 ]        |
| Mistrzostwa Europy wojska w biegach przełajowych      | Warendorf                                                                    | 26 lutego         | [ 45 ]        |
| Mistrzostwa Europy w biegach górskich                 | Bursa                                                                        | 10 lipca          | [ 46 ]        |
| Igrzyska małych państw Europy                         | Liechtenstein                                                                | 30 maja–4 czerwca | [ 5 ]         |
| Mistrzostwa krajów bałkańskich                        | Sliwen                                                                       | 2–3 lipca         | [ 47 ] [ 48 ] |
| Mistrzostwa krajów bałkańskich w biegach przełajowych | Kragujevac                                                                   | 13 marca          | [ 49 ]        |
| Mistrzostwa krajów bałkańskich w maratonie            | Skopje                                                                       | 8 maja            | [ 50 ]        |
| Mistrzostwa Europy w biegu na 100 kilometrów          | Winschoten                                                                   | 10 września       | [ 7 ]         |

## Mistrzostwa krajowe
| Kraj                 | Zawody                                                                  | Miejsce                | Data                       | Źródło                  |
| -------------------- | ----------------------------------------------------------------------- | ---------------------- | -------------------------- | ----------------------- |
| Algieria             | Mistrzostwa Algierii                                                    | Algier                 | 27–28 lipca                | [ 51 ]                  |
| Arabia Saudyjska     | Mistrzostwa Arabii Saudyjskiej                                          | Rijad                  | 18–19 maja                 | [ 52 ]                  |
| Argentyna            | Mistrzostwa Argentyny                                                   | Buenos Aires           | 16–17 kwietnia             | [ 53 ]                  |
| Argentyna            | Mistrzostwa Argentyny w biegu na 10 000 metrów                          | Buenos Aires           | 5 marca                    | [ 54 ] [ 55 ]           |
| Argentyna            | Mistrzostwa Argentyny w maratonie                                       | Santa Rosa de Toay     | 10 kwietnia                | [ 56 ]                  |
| Australia            | Mistrzostwa Australii                                                   | Melbourne              | 15–17 kwietnia             | [ 57 ]                  |
| Austria              | Halowe mistrzostwa Austrii                                              | Wiedeń                 | 19 lutego                  | [ 58 ]                  |
| Bahamy               | Mistrzostwa Bahamów                                                     | Freeport               | 24–26 czerwca              | [ 59 ] [ 60 ]           |
| Belgia               | Halowe mistrzostwa Belgii                                               | Gandawa                | 20 lutego                  | [ 61 ]                  |
| Białoruś             | Mistrzostwa Białorusi                                                   | Grodno                 | 6–8 lipca                  | [ 62 ]                  |
| Bośnia i Hercegowina | Mistrzostwa Bośni i Hercegowiny                                         | Banja Luka             | 4–5 czerwca                | [ 63 ] [ 64 ]           |
| Brazylia             | Mistrzostwa Brazylii                                                    | São Paulo              | 3–7 sierpnia               | [ 65 ]                  |
| Chile                | Mistrzostwa Chile                                                       | Santiago               | 13–15 maja                 | [ 66 ] [ 67 ]           |
| Chorwacja            | Mistrzostwa Chorwacji                                                   | Zagrzeb                | 30–31 lipca                | [ 68 ]                  |
| Chorwacja            | Mistrzostwa Chorwacji w biegu na 10 000 metrów i chodzie na 5000 metrów | Sinj                   | 26 marca                   | [ 69 ]                  |
| Chorwacja            | Mistrzostwa Chorwacji w chodzie sportowym                               | Zagrzeb                | 16 kwietnia                | [ 70 ]                  |
| Chorwacja            | Mistrzostwa Chorwacji w wielobojach                                     | Varaždin               | 7–8 maja                   | [ 71 ]                  |
| Cypr                 | Mistrzostwa Cypru                                                       | Limassol               | 25–26 czerwca              | [ 72 ]                  |
| Czarnogóra           | Mistrzostwa Czarnogóry w biegach przełajowych                           | Podgorica              | 26 lutego                  | [ 73 ]                  |
| Czechy               | Halowe mistrzostwa Czech                                                | Praga                  | 19–20 lutego               | [ 74 ]                  |
| Czechy               | Mistrzostwa Czech                                                       | Brno                   | 2–3 lipca                  | [ 75 ] [ 76 ]           |
| Estonia              | Halowe mistrzostwa Estonii                                              | Tallinn                | 12–13 lutego               | [ 77 ]                  |
| Finlandia            | Halowe mistrzostwa Finlandii                                            | Helsinki               | 19–20 lutego               | [ 78 ]                  |
| Finlandia            | Mistrzostwa Finlandii                                                   | Turku                  | 4–7 sierpnia               | [ 79 ] [ 80 ]           |
| Francja              | Halowe mistrzostwa Francji                                              | Aubière                | 19–20 lutego               | [ 81 ] [ 82 ]           |
| Francja              | Mistrzostwa Francji                                                     | Albi                   | 28–30 lipca                | [ 83 ]                  |
| Grecja               | Halowe mistrzostwa Grecji                                               | Peania                 | 19–20 lutego               | [ 84 ]                  |
| Hiszpania            | Halowe mistrzostwa Hiszpanii                                            | Walencja               | 19–20 lutego               | [ 85 ] [ 86 ]           |
| Hiszpania            | Zimowe mistrzostwa Hiszpanii w rzutach lekkoatletycznych                | Toledo                 | 12 marca                   | [ 87 ] [ 88 ]           |
| Holandia             | Halowe mistrzostwa Holandii                                             | Apeldoorn              | 12–13 lutego               | [ 89 ]                  |
| Holandia             | Mistrzostwa Holandii                                                    | Amsterdam              | 30–31 lipca                | [ 90 ]                  |
| Irlandia             | Halowe mistrzostwa Irlandii                                             | Belfast                | 19–20 lutego               | [ 91 ]                  |
| Jamajka              | Mistrzostwa Jamajki                                                     | Kingston               | 23–26 czerwca              | [ 92 ] [ 93 ]           |
| Japonia              | Mistrzostwa Japonii                                                     | Kumagaya               | 10–12 czerwca              | [ 94 ] [ 95 ]           |
| Kanada               | Mistrzostwa Kanady                                                      | Calgary                | 22 – 25 czerwca            | [ 96 ]                  |
| Kanada               | Mistrzostwa Kanady w półmaratonie                                       | Montreal               | 17 kwietnia                | [ 97 ]                  |
| Kanada               | Mistrzostwa Kanady w maratonie                                          | Ottawa                 | 29 maja                    | [ 98 ]                  |
| Kazachstan           | Mistrzostwa Kazachstanu                                                 | Ałmaty                 | 27–30 lipca                | [ 99 ]                  |
| Kenia                | Mistrzostwa Kenii w biegach przełajowych                                | Nairobi                | 19 lutego                  | [ 100 ]                 |
| Korea Południowa     | Mistrzostwa Korei Południowej                                           | Daegu                  | 9 – 11 czerwca             | [ 101 ]                 |
| Litwa                | Halowe mistrzostwa Litwy                                                | Kłajpeda               | 18 – 19 lutego             | [ 102 ]                 |
| Litwa                | Mistrzostwa Litwy                                                       | Kowno                  | 23 – 24 lipca              | [ 103 ]                 |
| Niemcy               | Halowe mistrzostwa Niemiec                                              | Lipsk                  | 26 – 27 lutego             | [ 104 ] [ 105 ]         |
| Niemcy               | Mistrzostwa Niemiec                                                     | Kassel                 | 23–24 lipca                | [ 106 ]                 |
| Nigeria              | Mistrzostwa Nigerii                                                     | Calabar                | 23–25 czerwca              | [ 107 ]                 |
| Norwegia             | Mistrzostwa Norwegii                                                    | Byrkjelo               | 12–14 sierpnia             | [ 108 ]                 |
| Nowa Zelandia        | Mistrzostwa Nowej Zelandii                                              | Dunedin                | 25–27 marca                | [ 109 ]                 |
| Nowa Zelandia        | Mistrzostwa Nowej Zelandii w biegu na 10 000 metrów                     | Tauranga               | 4 stycznia                 | [ 110 ]                 |
| Nowa Zelandia        | Mistrzostwa Nowej Zelandii w biegu na 3000 metrów                       | Wellington             | 28 stycznia                | [ 111 ]                 |
| Nowa Zelandia        | Mistrzostwa Nowej Zelandii w wielobojach                                | Tauranga               | 12–13 lutego               | [ 112 ]                 |
| Nowa Zelandia        | Mistrzostwa Nowej Zelandii w biegu na 100 kilometrów                    | Taupō                  | 19 lutego                  | [ 113 ]                 |
| Nowa Zelandia        | Mistrzostwa Nowej Zelandii w półmaratonie                               | Auckland               | 30 października            | [ 114 ]                 |
| Polska               | Halowe mistrzostwa Polski seniorów                                      | Spała                  | 19–20 lutego               | [ 115 ] [ 116 ]         |
| Polska               | Mistrzostwa Polski w biegach przełajowych                               | Zamość                 | 12 marca                   | [ 117 ] [ 118 ] [ 119 ] |
| Polska               | Mistrzostwa Polski w chodzie na 50 kilometrów                           | Dudince                | 26 marca                   | [ 120 ]                 |
| Polska               | Mistrzostwa Polski w maratonie                                          | Dębno                  | 10 kwietnia                | [ 121 ] [ 122 ]         |
| Polska               | Mistrzostwa Polski w biegu na 10 000 metrów                             | Lidzbark Warmiński     | 3 maja                     | [ 123 ] [ 124 ]         |
| Polska               | Mistrzostwa Polski w wielobojach                                        | Toruń                  | 28–29 maja                 | [ 125 ] [ 126 ] [ 127 ] |
| Polska               | Młodzieżowe mistrzostwa Polski                                          | Gdańsk                 | 2–3 lipca                  | [ 128 ] [ 129 ]         |
| Polska               | Mistrzostwa Polski seniorów                                             | Bydgoszcz              | 11–13 sierpnia             | [ 130 ]                 |
| Polska               | Mistrzostwa Polski w biegu na 10 kilometrów                             | Gdańsk                 | 6 sierpnia                 | [ 131 ]                 |
| Polska               | Mistrzostwa Polski w półmaratonie                                       | Piła                   | 4 września                 | [ 132 ]                 |
| Polska               | Mistrzostwa Polski w biegu 24-godzinnym                                 | Katowice               | 17–18 września             | [ 133 ]                 |
| Polska               | Mistrzostwa Polski w chodzie na 20 kilometrów                           | Warszawa               | 17 września                | [ 134 ] [ 135 ] [ 136 ] |
| Południowa Afryka    | Mistrzostwa Republiki Południowej Afryki                                | Durban                 | 9–10 kwietnia              | [ 137 ] [ 138 ]         |
| Południowa Afryka    | Mistrzostwa Republiki Południowej Afryki w biegu na 10 kilometrów       | Germiston              | 22 maja                    | [ 139 ] [ 140 ]         |
| Rosja                | Zimowe mistrzostwa Rosji w chodzie sportowym                            | Soczi                  | 26–27 lutego               | [ 141 ]                 |
| Rosja                | Zimowe mistrzostwa Rosji w rzutach lekkoatletycznych                    | Adler                  | 22–24 lutego               | [ 142 ]                 |
| Rumunia              | Zimowe mistrzostwa Rumunii w rzutach lekkoatletycznych                  | Bukareszt              | 8–10 marca                 | [ 143 ]                 |
| Serbia               | Mistrzostwa Serbii                                                      | Kragujevac             | 6–7 sierpnia               | [ 144 ]                 |
| Słowacja             | Halowe mistrzostwa Słowacji                                             | Bratysława             | 19–20 lutego               | [ 145 ]                 |
| Słowacja             | Mistrzostwa Słowacji                                                    | Nowe Miasto nad Wagiem | 2–3 lipca                  | [ 146 ]                 |
| Stany Zjednoczone    | Halowe mistrzostwa Stanów Zjednoczonych                                 | Albuquerque            | 26–27 lutego               | [ 147 ] [ 148 ]         |
| Stany Zjednoczone    | Halowe mistrzostwa USA w chodzie na 1 milę kobiet                       | Nowy Jork              | 28 stycznia                | [ 149 ]                 |
| Stany Zjednoczone    | Mistrzostwa Stanów Zjednoczonych                                        | Eugene                 | 23–26 czerwca              | [ 150 ]                 |
| Szwajcaria           | Halowe mistrzostwa Szwajcarii                                           | St. Gallen             | 19–20 lutego               | [ 151 ]                 |
| Szwecja              | Halowe mistrzostwa Szwecji                                              | Göteborg               | 26–27 lutego               | [ 152 ]                 |
| Turcja               | Mistrzostwa Turcji                                                      | Izmir                  | 9–10 lipca                 | [ 153 ]                 |
| Uzbekistan           | Mistrzostwa Uzbekistanu                                                 | Taszkent               | 30 września–2 października | [ 154 ]                 |
| Węgry                | Halowe mistrzostwa Węgier                                               | Budapeszt              | 19–20 lutego               | [ 155 ]                 |
| Węgry                | Mistrzostwa Węgier                                                      | Szekszárd              | 6–7 sierpnia               | [ 156 ]                 |
| Wielka Brytania      | Halowe mistrzostwa Wielkiej Brytanii                                    | Sheffield              | 12–13 lutego               | [ 157 ] [ 158 ]         |
| Wielka Brytania      | Mistrzostwa Wielkiej Brytanii                                           | Birmingham             | 29–31 lipca                | [ 159 ] [ 160 ] [ 161 ] |
| Włochy               | Halowe mistrzostwa Włoch                                                | Ankona                 | 19–20 lutego               | [ 162 ]                 |
| Włochy               | Zimowe mistrzostwa Włoch w rzutach lekkoatletycznych                    | Viterbo                | 12–13 marca                | [ 163 ]                 |
| Włochy               | Mistrzostwa Włoch                                                       | Turyn                  | 25–26 czerwca              | [ 164 ]                 |

## Rekordy

### Rekordy świata

#### Hala

##### Mężczyźni
| Konkurencja                | Zawodnik     | Reprezentacja     | Rezultat  | Miejsce | Data      |
| -------------------------- | ------------ | ----------------- | --------- | ------- | --------- |
| Trójskok                   | Teddy Tamgho | Francja           | 17,91     | Aubière | 20 lutego |
| Trójskok                   | Teddy Tamgho | Francja           | 17,92     | Paryż   | 6 marca   |
| Trójskok                   | Teddy Tamgho | Francja           | 17,92     | Paryż   | 6 marca   |
| Siedmiobój lekkoatletyczny | Ashton Eaton | Stany Zjednoczone | 6568 pkt. | Tallinn | 6 lutego  |

##### Kobiety
| Konkurencja                | Zawodnik                                                                  | Reprezentacja     | Rezultat | Miejsce      | Data      |
| -------------------------- | ------------------------------------------------------------------------- | ----------------- | -------- | ------------ | --------- |
| Bieg na 300 m przez płotki | Stine Tomb                                                                | Norwegia          | 40,09    | Tampere      | 5 lutego  |
| Bieg na 400 m przez płotki | Sheena Tosta                                                              | Stany Zjednoczone | 56,41    | Val-de-Reuil | 12 lutego |
| Sztafeta 4 × 800 m         | Aleksandra Bułanowa Jekatierina Martynowa Jelena Kofanowa Anna Bałakszyna | Rosja             | 8:06,24  | Moskwa       | 18 lutego |

#### Stadion

##### Mężczyźni
| Konkurencja        | Zawodnik                                              | Reprezentacja | Rezultat  | Miejsce | Data        |
| ------------------ | ----------------------------------------------------- | ------------- | --------- | ------- | ----------- |
| Bieg na 25 000 m   | Moses Mosop                                           | Kenia         | 1:12:25,4 | Eugene  | 3 czerwca   |
| Bieg na 30 000 m   | Moses Mosop                                           | Kenia         | 1:26:47,4 | Eugene  | 3 czerwca   |
| Bieg na 30 km      | Patrick Makau                                         | Kenia         | 1:27:38   | Berlin  | 25 września |
| Maraton            | Patrick Makau                                         | Kenia         | 2:03:38   | Berlin  | 25 września |
| Chód na 50 000 m   | Yohann Diniz                                          | Francja       | 3:35:27,2 | Reims   | 12 marca    |
| Sztafeta 4 × 100 m | Nesta Carter; Michael Frater; Yohan Blake; Usain Bolt | Jamajka       | 37,04     | Daegu   | 4 września  |

##### Kobiety
| Konkurencja   | Zawodnik       | Reprezentacja | Rezultat | Miejsce       | Data      |
| ------------- | -------------- | ------------- | -------- | ------------- | --------- |
| Bieg na 20 km | Mary Keitany   | Kenia         | 1:02:36  | Ras al-Chajma | 18 lutego |
| Półmaraton    | Mary Keitany   | Kenia         | 1:05:50  | Ras al-Chajma | 18 lutego |
| Chód na 20 km | Wiera Sokołowa | Rosja         | 1:25:08  | Soczi         | 26 lutego |
| Rzut młotem   | Betty Heidler  | Niemcy        | 79,42    | Halle         | 21 maja   |

### Rekordy kontynentów

#### Afryka

##### Hala

###### Mężczyźni
| Konkurencja    | Zawodnik     | Reprezentacja | Rezultat | Miejsce  | Data        |
| -------------- | ------------ | ------------- | -------- | -------- | ----------- |
| Chód na 5000 m | Hatem Ghoula | Tunezja       | 20:16,73 | Eaubonne | 23 stycznia |
| Chód na 5000 m | Hatem Ghoula | Tunezja       | 20:05,95 | Aubière  | 19 lutego   |

###### Kobiety
| Konkurencja | Zawodnik | Reprezentacja | Rezultat | Miejsce | Data |
| ----------- | -------- | ------------- | -------- | ------- | ---- |

##### Stadion

###### Mężczyźni
| Konkurencja                   | Zawodnik       | Reprezentacja | Rezultat   | Miejsce  | Data        |
| ----------------------------- | -------------- | ------------- | ---------- | -------- | ----------- |
| Bieg na 25 000 m              | Moses Mosop    | Kenia         | 1:12:25,4  | Eugene   | 3 czerwca   |
| Bieg na 30 000 m              | Moses Mosop    | Kenia         | 1:26:47,4  | Eugene   | 3 czerwca   |
| Bieg na 30 km                 | Patrick Makau  | Kenia         | 1:27:38    | Berlin   | 25 września |
| Maraton                       | Patrick Makau  | Kenia         | 2:03:38    | Berlin   | 25 września |
| Bieg na 3000 m z przeszkodami | Brimin Kipruto | Kenia         | 7:53,64    | Monako   | 22 lipca    |
| Chód na 30 000 m              | Hatem Ghoula   | Tunezja       | 2:19:21,31 | Reims    | 12 marca    |
| Dziesięciobój                 | Larbi Bouraada | Algieria      | 8302 pkt.  | Ratingen | 17 lipca    |

###### Kobiety
| Konkurencja    | Zawodnik        | Reprezentacja     | Rezultat | Miejsce       | Data            |
| -------------- | --------------- | ----------------- | -------- | ------------- | --------------- |
| Bieg na 20 km  | Mary Keitany    | Kenia             | 1:02:36  | Ras al-Chajma | 18 lutego       |
| Półmaraton     | Mary Keitany    | Kenia             | 1:05:50  | Ras al-Chajma | 18 lutego       |
| Bieg na 30 km  | Mare Dibaba     | Etiopia           | 1:38:33  | Toronto       | 16 października |
| Bieg na 30 km  | Koren Jelela    | Etiopia           | 1:38:33  | Toronto       | 16 października |
| Chód na 5000 m | Aynalem Eshetu  | Etiopia           | 22:59,19 | Gaborone      | 15 maja         |
| Chód na 20 km  | Grace Wanjiru   | Kenia             | 1:28:15  | Nairobi       | 15 lipca        |
| Rzut oszczepem | Sunette Viljoen | Południowa Afryka | 68,38    | Daegu         | 2 września      |

#### Ameryka Południowa

##### Hala

###### Mężczyźni
| Konkurencja   | Zawodnik       | Reprezentacja | Rezultat | Miejsce | Data     |
| ------------- | -------------- | ------------- | -------- | ------- | -------- |
| Skok o tyczce | Fábio da Silva | Brazylia      | 5,65     | Linz    | 3 lutego |

###### Kobiety
| Konkurencja | Zawodnik | Reprezentacja | Rezultat | Miejsce | Data |
| ----------- | -------- | ------------- | -------- | ------- | ---- |

##### Stadion

###### Mężczyźni
| Konkurencja                | Zawodnik            | Reprezentacja | Rezultat  | Miejsce            | Data            |
| -------------------------- | ------------------- | ------------- | --------- | ------------------ | --------------- |
| Bieg na 110 m przez płotki | Paulo Villar        | Kolumbia      | 13,27     | Guadalajara        | 28 października |
| Skok o tyczce              | Fábio da Silva      | Brazylia      | 5,80      | São Caetano do Sul | 26 lutego       |
| Bieg na 30 km              | Marílson dos Santos | Brazylia      | 1:29:21   | Londyn             | 17 kwietnia     |
| Chód na 20 000 m           | Andrés Chocho       | Ekwador       | 1:20:23,8 | Buenos Aires       | 5 czerwca       |
| Chód na 50 km              | Andrés Chocho       | Ekwador       | 3:49:32   | Daegu              | 3 września      |

###### Kobiety
| Konkurencja        | Zawodnik                                                                    | Reprezentacja | Rezultat  | Miejsce      | Data            |
| ------------------ | --------------------------------------------------------------------------- | ------------- | --------- | ------------ | --------------- |
| Bieg na 200 m      | Ana Claudia da Silva                                                        | Brazylia      | 22,48     | São Paulo    | 7 sierpnia      |
| Bieg na 5000 m     | Simone Alves da Silva                                                       | Brazylia      | 15:18,85  | São Paulo    | 20 maja         |
| Bieg na 10 000 m   | Simone Alves da Silva                                                       | Brazylia      | 31:16,56  | São Paulo    | 3 sierpnia      |
| Skok o tyczce      | Fabiana Murer                                                               | Brazylia      | 4,85      | Daegu        | 30 sierpnia     |
| Trójskok           | Caterine Ibargüen                                                           | Kolumbia      | 14,58     | São Paulo    | 22 maja         |
| Trójskok           | Caterine Ibargüen                                                           | Kolumbia      | 14,59     | São Paulo    | 22 maja         |
| Trójskok           | Caterine Ibargüen                                                           | Kolumbia      | 14,66     | Castres      | 19 lipca        |
| Trójskok           | Caterine Ibargüen                                                           | Kolumbia      | 14,70     | Sztokholm    | 29 lipca        |
| Trójskok           | Caterine Ibargüen                                                           | Kolumbia      | 14,83     | Sztokholm    | 29 lipca        |
| Trójskok           | Caterine Ibargüen                                                           | Kolumbia      | 14,99     | Bogota       | 13 sierpnia     |
| Chód na 20 000 m   | Ingrid Hernández                                                            | Kolumbia      | 1:32:09,4 | Buenos Aires | 5 czerwca       |
| Siedmiobój         | Lucimara Silva                                                              | Brazylia      | 6133 pkt. | Guadalajara  | 26 października |
| Sztafeta 4 × 100 m | Ana Claudia Silva Vanda Gomes Franciela Krasucki Rosângela Santos           | Brazylia      | 42,92     | Daegu        | 4 września      |
| Sztafeta 4 × 100 m | Ana Claudia Silva Vanda Gomes Franciela Krasucki Rosângela Santos           | Brazylia      | 42,85     | Guadalajara  | 28 października |
| Sztafeta 4 × 400 m | BM&F Bovespa Geisa Coutinho Bárbara de Oliveira Joelma Sousa Jailma de Lima | Brazylia      | 3:26,68   | São Paulo    | 7 sierpnia      |

#### Ameryka Północna

##### Hala

###### Mężczyźni
| Konkurencja                | Zawodnik      | Reprezentacja     | Rezultat  | Miejsce    | Data      |
| -------------------------- | ------------- | ----------------- | --------- | ---------- | --------- |
| Siedmiobój lekkoatletyczny | Ashton Eaton  | Stany Zjednoczone | 6568 pkt. | Tallinn    | 6 lutego  |
| Bieg na 2 mile             | Bernard Lagat | Stany Zjednoczone | 8:10,07   | Nowy Jork  | 12 lutego |
| Bieg na 5000 m             | Galen Rupp    | Stany Zjednoczone | 13:11,44  | Birmingham | 19 lutego |

###### Kobiety
| Konkurencja                | Zawodnik               | Reprezentacja     | Rezultat | Miejsce      | Data      |
| -------------------------- | ---------------------- | ----------------- | -------- | ------------ | --------- |
| Bieg na 400 m przez płotki | Sheena Tosta           | Stany Zjednoczone | 56,41    | Val-de-Reuil | 12 lutego |
| Skok o tyczce              | Jennifer Suhr          | Stany Zjednoczone | 4,86     | Albuquerque  | 27 lutego |
| Pchnięcie kulą             | Jill Camarena-Williams | Stany Zjednoczone | 19,87    | Albuquerque  | 27 lutego |

##### Stadion

###### Mężczyźni
| Konkurencja        | Zawodnik                                              | Reprezentacja     | Rezultat | Miejsce  | Data        |
| ------------------ | ----------------------------------------------------- | ----------------- | -------- | -------- | ----------- |
| Bieg na 5000 m     | Bernard Lagat                                         | Stany Zjednoczone | 12:53,60 | Monako   | 22 lipca    |
| Bieg na 10 000 m   | Galen Rupp                                            | Stany Zjednoczone | 26:48,00 | Bruksela | 16 września |
| Sztafeta 4 × 100 m | Nesta Carter; Michael Frater; Yohan Blake; Usain Bolt | Jamajka           | 37,04    | Daegu    | 4 września  |

###### Kobiety
| Konkurencja | Zawodnik | Reprezentacja | Rezultat | Miejsce | Data |
| ----------- | -------- | ------------- | -------- | ------- | ---- |

#### Australia i Oceania

##### Hala

###### Mężczyźni
| Konkurencja | Zawodnik | Reprezentacja | Rezultat | Miejsce | Data |
| ----------- | -------- | ------------- | -------- | ------- | ---- |

###### Kobiety
| Konkurencja | Zawodnik | Reprezentacja | Rezultat | Miejsce | Data |
| ----------- | -------- | ------------- | -------- | ------- | ---- |

##### Stadion

###### Mężczyźni
| Konkurencja      | Zawodnik         | Reprezentacja | Rezultat | Miejsce   | Data     |
| ---------------- | ---------------- | ------------- | -------- | --------- | -------- |
| Bieg na 10 000 m | Ben St. Lawrence | Australia     | 27:24,95 | Stanford  | 1 maja   |
| Skok w dal       | Mitchell Watt    | Australia     | 8,54     | Sztokholm | 29 lipca |

###### Kobiety
| Konkurencja                | Zawodnik        | Reprezentacja | Rezultat | Miejsce     | Data        |
| -------------------------- | --------------- | ------------- | -------- | ----------- | ----------- |
| Półmaraton                 | Kimberley Smith | Nowa Zelandia | 1:07:36  | Nowy Orlean | 13 lutego   |
| Półmaraton                 | Kimberley Smith | Nowa Zelandia | 1:07:11  | Filadelfia  | 18 września |
| Bieg na 100 m przez płotki | Sally Pearson   | Australia     | 12,48    | Birmingham  | 10 lipca    |
| Bieg na 100 m przez płotki | Sally Pearson   | Australia     | 12,36    | Daegu       | 3 września  |
| Bieg na 100 m przez płotki | Sally Pearson   | Australia     | 12,28    | Daegu       | 3 września  |
| Pchnięcie kulą             | Valerie Adams   | Nowa Zelandia | 21,24    | Daegu       | 29 sierpnia |

#### Azja

##### Hala

###### Mężczyźni
| Konkurencja | Zawodnik | Reprezentacja | Rezultat | Miejsce | Data |
| ----------- | -------- | ------------- | -------- | ------- | ---- |

###### Kobiety
| Konkurencja | Zawodnik | Reprezentacja | Rezultat | Miejsce | Data |
| ----------- | -------- | ------------- | -------- | ------- | ---- |

##### Stadion

###### Mężczyźni
| Konkurencja   | Zawodnik        | Reprezentacja | Rezultat | Miejsce | Data        |
| ------------- | --------------- | ------------- | -------- | ------- | ----------- |
| Bieg na 10 km | Nicholas Kemboi | Katar         | 27:57    | Utrecht | 25 września |

###### Kobiety
| Konkurencja | Zawodnik     | Reprezentacja | Rezultat | Miejsce            | Data       |
| ----------- | ------------ | ------------- | -------- | ------------------ | ---------- |
| Rzut młotem | Zhang Wenxiu | Chiny         | 75,65    | Fränkisch-Crumbach | 12 czerwca |

#### Europa

##### Hala

###### Mężczyźni
| Konkurencja                | Zawodnik      | Reprezentacja   | Rezultat | Miejsce    | Data      |
| -------------------------- | ------------- | --------------- | -------- | ---------- | --------- |
| Bieg na 5000 m             | Mohamed Farah | Wielka Brytania | 13:10,60 | Birmingham | 19 lutego |
| Bieg na 400 m przez płotki | Richard Yates | Wielka Brytania | 50,21    | Birmingham | 19 lutego |
| Trójskok                   | Teddy Tamgho  | Francja         | 17,91    | Aubière    | 20 lutego |
| Trójskok                   | Teddy Tamgho  | Francja         | 17,92    | Paryż      | 6 marca   |
| Trójskok                   | Teddy Tamgho  | Francja         | 17,92    | Paryż      | 6 marca   |

###### Kobiety
| Konkurencja                | Zawodnik                                                                  | Reprezentacja | Rezultat | Miejsce | Data      |
| -------------------------- | ------------------------------------------------------------------------- | ------------- | -------- | ------- | --------- |
| Bieg na 300 m przez płotki | Stine Tomb                                                                | Norwegia      | 40,09    | Tampere | 5 lutego  |
| Sztafeta 4 × 800 m         | Aleksandra Bułanowa Jekatierina Martynowa Jelena Kofanowa Anna Bałakszyna | Rosja         | 8:06,24  | Moskwa  | 18 lutego |

##### Stadion

###### Mężczyźni
| Konkurencja      | Zawodnik      | Reprezentacja   | Rezultat  | Miejsce | Data      |
| ---------------- | ------------- | --------------- | --------- | ------- | --------- |
| Bieg na 10 000 m | Mohamed Farah | Wielka Brytania | 26:46,57  | Eugene  | 3 czerwca |
| Chód na 50 000 m | Yohann Diniz  | Francja         | 3:35:27,2 | Reims   | 12 marca  |

###### Kobiety
| Konkurencja   | Zawodnik       | Reprezentacja | Rezultat | Miejsce | Data      |
| ------------- | -------------- | ------------- | -------- | ------- | --------- |
| Chód na 20 km | Wiera Sokołowa | Rosja         | 1:25:08  | Soczi   | 26 lutego |
| Rzut młotem   | Betty Heidler  | Niemcy        | 79,42    | Halle   | 21 maja   |

## Nagrody

### Mężczyźni
| Plebiscyt                           | Zwycięzca     |
| ----------------------------------- | ------------- |
| IAAF World Athlete of the Year      | Usain Bolt    |
| Track & Field Athlete of the Year   | David Rudisha |
| European Athlete of the Year Trophy | Mohamed Farah |
| European Athletics Rising Star      | David Storl   |

### Kobiety
| Plebiscyt                           | Zwycięzca        |
| ----------------------------------- | ---------------- |
| IAAF World Athlete of the Year      | Sally Pearson    |
| Track & Field Athlete of the Year   | Vivian Cheruiyot |
| European Athlete of the Year Trophy | Marija Sawinowa  |
| European Athletics Rising Star      | Jodie Williams   |

## Tabele światowe

### Sezon halowy
Poniższe tabele prezentują najlepsze rezultaty uzyskane w poszczególnych konkurencjach w sezonie halowym 2011.

#### Mężczyźni
| Konkurencja               | Rezultat  | Zawodnik                                                                     |
| ------------------------- | --------- | ---------------------------------------------------------------------------- |
| Bieg na 50 m              | 5,67      | Sam Effah                                                                    |
| Bieg na 60 m              | 6,48      | Michael Rodgers                                                              |
| Bieg na 200 m             | 20,39     | Rakieem Salaam                                                               |
| Bieg na 400 m             | 44,80     | Kirani James                                                                 |
| Bieg na 800 m             | 1:45,02   | Abubaker Kaki Khamis                                                         |
| Bieg na 1000 m            | 2:17,55   | Abubaker Kaki Khamis                                                         |
| Bieg na 1500 m            | 3:33,23   | Augustine Choge                                                              |
| Bieg na milę              | 3:54,52   | Chris Solinsky                                                               |
| Bieg na 3000 m            | 7:27,80   | Yenew Alamirew                                                               |
| Bieg na 5000 m            | 12:53,29  | Isaiah Koech                                                                 |
| Bieg na 60 m przez płotki | 7,37      | David Oliver                                                                 |
| Sztafeta 4 × 400 m        | 3:04,24   | Texas A&M University Tran Howell Demetrius Pinder Bryan Miller Tabarie Henry |
| Chód na 5000 m            | 18:11,8   | Walerij Borczin                                                              |
| Skok wzwyż                | 2,38      | Iwan Uchow                                                                   |
| Skok o tyczce             | 6,03      | Renaud Lavillenie                                                            |
| Skok w dal                | 8,21      | Luis Tsatumas                                                                |
| Trójskok                  | 17,92     | Teddy Tamgho                                                                 |
| Pchnięcie kulą            | 21,35     | Ryan Whiting                                                                 |
| Rzut ciężarkiem           | 24,88     | Libor Charfreitag                                                            |
| Siedmiobój                | 6568 pkt. | Ashton Eaton                                                                 |

#### Kobiety
| Konkurencja               | Rezultat  | Zawodnik                                                                                |
| ------------------------- | --------- | --------------------------------------------------------------------------------------- |
| Bieg na 50 m              | 6,57      | Julia Bałykina                                                                          |
| Bieg na 60 m              | 7,09      | Lakya Brookins                                                                          |
| Bieg na 200 m             | 22,78     | Kimberlyn Duncan                                                                        |
| Bieg na 400 m             | 50,79     | Jessica Beard                                                                           |
| Bieg na 800 m             | 1:58,14   | Julija Rusanowa                                                                         |
| Bieg na 1000 m            | 2:53,21   | Jelena Arżakowa                                                                         |
| Bieg na 1500 m            | 4:01,47   | Abeba Aregawi                                                                           |
| Bieg na milę              | 4:28,60   | Jenny Simpson                                                                           |
| Bieg na 3000 m            | 8:30,26   | Sentayehu Ejigu                                                                         |
| Bieg na 5000 m            | 15:25,15  | Megan Metcalfe Wright                                                                   |
| Bieg na 50 m przez płotki | 6,94      | Alina Tałaj                                                                             |
| Bieg na 60 m przez płotki | 7,79      | Kellie Wells                                                                            |
| Sztafeta 4 × 400 m        | 3:29,34   | Rosja · Ksienija Zadorina · Ksienija Wdowina · Jelena Migunowa · Olesia Krasnomowiec    |
| Sztafeta 4 × 800 m        | 8:06,24   | Rosja · Aleksandra Bułanowa · Jekatierina Martynowa · Jelena Kofanowa · Anna Bałakszyna |
| Chód na 3000 m            | 12:18,12  | Sabine Krantz                                                                           |
| Skok wzwyż                | 2,04      | Antonietta Di Martino                                                                   |
| Skok o tyczce             | 4,86      | Jennifer Suhr                                                                           |
| Skok w dal                | 6,99      | Janay DeLoach                                                                           |
| Trójskok                  | 14,60     | Simona La Mantia                                                                        |
| Pchnięcie kulą            | 19,93     | Gong Lijiao                                                                             |
| Rzut ciężarkiem           | 24,21     | Amber Campbell                                                                          |
| Pięciobój                 | 4723 pkt. | Antoinette Nana Djimou Ida                                                              |

### Sezon letni
Poniższe tabele prezentują najlepsze wyniki uzyskane w sezonie letnim 2011.

#### Mężczyźni
| Konkurencja                   | Rezultat  | Zawodnik                                                                        |
| ----------------------------- | --------- | ------------------------------------------------------------------------------- |
| Bieg na 100 m                 | 9,76      | Usain Bolt                                                                      |
| Bieg na 200 m                 | 19,26     | Yohan Blake                                                                     |
| Bieg na 400 m                 | 44,35     | LaShawn Merritt                                                                 |
| Bieg na 800 m                 | 1:41,33   | David Rudisha                                                                   |
| Bieg na 1000 m                | 2:15,31   | Amine Laâlou                                                                    |
| Bieg na 1500 m                | 3:30,46   | Asbel Kiprop                                                                    |
| Bieg na milę                  | 3:49,09   | Haron Keitany                                                                   |
| Bieg na 2000 m                | 4:56,25   | Tesfaye Cheru                                                                   |
| Bieg na 3000 m                | 7:27,26   | Yenew Alamirew                                                                  |
| Bieg na 5000 m                | 12:53,11  | Mohamed Farah                                                                   |
| Bieg na 10 000 m              | 26:43,16  | Kenenisa Bekele                                                                 |
| Bieg na 25 000 m              | 1:12:25,4 | Moses Mosop                                                                     |
| Bieg na 30 000 m              | 1:26:47,4 | Moses Mosop                                                                     |
| Bieg na 10 km                 | 27:15     | Micah Kipkemboi Kogo                                                            |
| Półmaraton                    | 58:30     | Zersenay Tadese                                                                 |
| Maraton                       | 2:03:02   | Geoffrey Mutai                                                                  |
| Bieg na 3000 m z przeszkodami | 7:53,64   | Brimin Kipruto                                                                  |
| Bieg na 110 m przez płotki    | 12,94     | David Oliver                                                                    |
| Bieg na 400 m przez płotki    | 47,66     | Louis Jacob van Zyl                                                             |
| Sztafeta 4 × 100 m            | 37,04     | Jamajka · Nesta Carter · Michael Frater · Yohan Blake · Usain Bolt              |
| Sztafeta 4 × 400 m            | 2:58,82   | Stany Zjednoczone · Greg Nixon · Jamaal Torrance · Mike Berry · LaShawn Merritt |
| Chód na 20 km                 | 1:18:30   | Wang Zhen                                                                       |
| Chód na 50 km                 | 3:38:46   | Siergiej Bakulin                                                                |
| Chód na 50 000 m              | 3:35:27,2 | Yohann Diniz                                                                    |
| Skok wzwyż                    | 2,37      | Jesse Williams                                                                  |
| Skok o tyczce                 | 5,91      | Paweł Wojciechowski                                                             |
| Skok w dal                    | 8,54      | Mitchell Watt                                                                   |
| Trójskok                      | 17,96     | Christian Taylor                                                                |
| Pchnięcie kulą                | 22,21     | Dylan Armstrong                                                                 |
| Rzut dyskiem                  | 69,50     | Zoltán Kővágó                                                                   |
| Rzut młotem                   | 81,89     | Krisztián Pars                                                                  |
| Rzut oszczepem                | 90,61     | Andreas Thorkildsen                                                             |
| Dziesięciobój                 | 8729 pkt. | Ashton Eaton                                                                    |

#### Kobiety
| Konkurencja                   | Rezultat  | Zawodnik                                                                                    |
| ----------------------------- | --------- | ------------------------------------------------------------------------------------------- |
| Bieg na 100 m                 | 10,70     | Carmelita Jeter                                                                             |
| Bieg na 200 m                 | 22,15     | Shalonda Solomon                                                                            |
| Bieg na 400 m                 | 49,35     | Anastasija Kapaczinska                                                                      |
| Bieg na 800 m                 | 1:55,87   | Marija Sawinowa                                                                             |
| Bieg na 1000 m                | 2:36,31   | Irina Maraczowa                                                                             |
| Bieg na 1500 m                | 4:00,06   | Morgan Uceny                                                                                |
| Bieg na milę                  | 4:29,59   | Hind Dehiba                                                                                 |
| Bieg na 3000 m                | 8:38,67   | Vivian Cheruiyot                                                                            |
| Bieg na 5000 m                | 14:20,87  | Vivian Cheruiyot                                                                            |
| Bieg na 10 000 m              | 30:38,35  | Sally Kipyego                                                                               |
| Bieg na 10 km                 | 30:38     | Joyce Chepkirui                                                                             |
| Półmaraton                    | 65:50     | Mary Keitany                                                                                |
| Maraton                       | 2:18:20   | Lilija Szobuchowa                                                                           |
| Bieg na 3000 m z przeszkodami | 9:07,03   | Julija Zaripowa                                                                             |
| Bieg na 100 m przez płotki    | 12,28     | Sally Pearson                                                                               |
| Bieg na 400 m przez płotki    | 52,47     | Lashinda Demus                                                                              |
| Sztafeta 4 × 100 m            | 41,56     | Stany Zjednoczone · Bianca Knight · Allyson Felix · Marshevet Myers · Carmelita Jeter       |
| Sztafeta 4 × 400 m            | 3:18,09   | Stany Zjednoczone · Sanya Richards-Ross · Allyson Felix · Jessica Beard · Francena McCorory |
| Chód na 10 km                 | 42:39     | Olga Kaniskina                                                                              |
| Chód na 20 km                 | 1:25:08   | Wiera Sokołowa                                                                              |
| Skok wzwyż                    | 2,07      | Anna Cziczerowa                                                                             |
| Skok o tyczce                 | 4,91      | Jennifer Suhr                                                                               |
| Skok w dal                    | 7,19      | Brittney Reese                                                                              |
| Trójskok                      | 14,99     | Yargelis Savigne Caterine Ibargüen                                                          |
| Pchnięcie kulą                | 21,24     | Valerie Adams                                                                               |
| Rzut dyskiem                  | 67,98     | Li Yanfeng                                                                                  |
| Rzut młotem                   | 79,42     | Betty Heidler                                                                               |
| Rzut oszczepem                | 71,99     | Marija Abakumowa                                                                            |
| Siedmiobój                    | 6880 pkt. | Tatjana Czernowa                                                                            |

## Zgony
| Imię i nazwisko             | Wiek  | Data śmierci            | Źródło                                  |
| --------------------------- | ----- | ----------------------- | --------------------------------------- |
| Cezary Kuleszyński          | 73    | 2 stycznia(dts) br      | [ 270 ]                                 |
| Zbigniew Jaremski           | 60    | 3 stycznia(dts) br      | [ 271 ]                                 |
| Alfred Proksch              | 102   | 3 stycznia(dts) br      | [ 272 ] [ 273 ]                         |
| Maurice Peiren              | 73    | 6 stycznia(dts) br      | [ 274 ]                                 |
| Henning Larsen              | 100   | 11 stycznia(dts) br     | [ 275 ]                                 |
| Barry McClure               | 59    | 13 stycznia(dts) br     | [ 276 ]                                 |
| Stefka Jordanowa            | 64    | 16 stycznia(dts) br     | [ 277 ]                                 |
| Tore Sjöstrand              | 89    | 26 stycznia(dts) br     | [ 278 ]                                 |
| Krystyna Fijałkowska        | 67/68 | 27 stycznia(dts) br     | [ 279 ]                                 |
| Eduardo Albuquerque         | 84    | stycznia(dts) br        | [ 280 ]                                 |
| Robert Young                | 95    | 3 lutego(dts) br        | [ 281 ]                                 |
| Albert Yator                | 17    | 5 lutego(dts) br        | [ 282 ] [ 283 ] [ 284 ]                 |
| Fumio Kamamoto              | 92    | 11 lutego(dts) br       | [ 285 ]                                 |
| Kyllikki Naukkarinen        | 85    | 12 lutego(dts) br       | [ 286 ] [ 287 ]                         |
| Inese Jaunzeme              | 78    | 13 lutego(dts) br       | [ 288 ] [ 289 ] [ 290 ] [ 291 ]         |
| Olavi Manninen              | 82    | 15 lutego(dts) br       | [ 292 ]                                 |
| Georgie Lewis               | 93    | 17 lutego(dts) br       | [ 293 ] [ 294 ]                         |
| Suresh Babu                 | 58    | 19 lutego(dts) br       | [ 295 ] [ 296 ]                         |
| Ollie Matson                | 80    | 19 lutego(dts) br       | [ 297 ]                                 |
| Noemí Simonetto de Portela  | 85    | 20 lutego(dts) br       | [ 298 ]                                 |
| Clifton Mayfield            | 70    | 23 lutego(dts) br       | [ 299 ]                                 |
| Peter Hildreth              | 82    | 25 lutego(dts) br       | [ 300 ]                                 |
| Sally Meyerhoff             | 27    | 8 marca(dts) br         | [ 301 ] [ 302 ]                         |
| Marija Koszkariowa          | 20    | 10 marca(dts) br        | [ 303 ]                                 |
| Valter Nyström              | 95    | 10 marca(dts) br        | [ 304 ] [ 305 ]                         |
| Alfred Rabenja              | 67    | 11 marca(dts) br        | [ 306 ] [ 307 ]                         |
| Eduard Guszczin             | 70    | 14 marca(dts) br        | [ 308 ] [ 309 ] [ 310 ]                 |
| Danuta Piecyk               | 60    | 13 kwietnia(dts) br     | [ 311 ] [ 312 ] [ 313 ]                 |
| Nadine Fourcade             | 48    | 15 kwietnia(dts) br     | [ 314 ] [ 315 ]                         |
| Grete Waitz                 | 57    | 19 kwietnia(dts) br     | [ 316 ] [ 317 ] [ 318 ]                 |
| Janusz Kowalski             | 81    | 24 kwietnia(dts) br     | [ 319 ]                                 |
| Józef Isenko                | 83    | 29 kwietnia(dts) br     | [ 320 ]                                 |
| Bill LaRochelle             | 84    | 29 kwietnia(dts) br     | [ 321 ]                                 |
| Danny Kassap                | 28    | 2 maja(dts) br          | [ 322 ] [ 323 ]                         |
| Tadeusz Kuchniewski         | 76    | 7 maja(dts) br          | [ 324 ]                                 |
| Samuel Wanjiru              | 24    | 15 maja(dts) br         | [ 325 ] [ 326 ] [ 327 ] [ 328 ] [ 329 ] |
| Albert Johnson              | 80    | 20 maja(dts) br         | [ 330 ]                                 |
| Jukka Toivola               | 61    | 27 maja(dts) br         | [ 331 ]                                 |
| Romuald Klim                | 78    | 28 maja(dts) br         | [ 332 ]                                 |
| Rickard Bruch               | 64    | 30 maja(dts) br         | [ 333 ] [ 334 ] [ 335 ]                 |
| Theo Strohschnieder         | 88    | 30 maja(dts) br         | [ 336 ]                                 |
| Janusz Ludka                | 77    | 31 maja(dts) br         | [ 337 ]                                 |
| Davorin Marčelja            | 87    | 2 czerwca(dts) br       | [ 338 ]                                 |
| Benjamin Gonzalez           | 53    | czerwca(dts) br         | [ 339 ]                                 |
| Arnold Vaide                | 85    | 5 czerwca(dts) br       | [ 340 ]                                 |
| Cosimo Caliandro            | 29    | 10 czerwca(dts) br      | [ 341 ]                                 |
| Christian Collardot         | 77    | 11 czerwca(dts) br      | [ 342 ]                                 |
| Wolfgang Reinhardt          | 68    | 11 czerwca(dts) br      | [ 343 ]                                 |
| Domnitsa Lanitou-Kavounidou | 97    | 20 czerwca(dts) br      | [ 344 ]                                 |
| Ric Sayre                   | 57    | 21 czerwca(dts) br      | [ 345 ]                                 |
| Nataša Urbančič             | 66    | 22 czerwca(dts) br      | [ 346 ] [ 347 ]                         |
| Stéphane Franke             | 47    | 23 czerwca(dts) br      | [ 348 ] [ 349 ]                         |
| Herb Semper                 | 81    | 25 czerwca(dts) br      | [ 350 ] [ 351 ]                         |
| Milly Ludwig                | 84    | 29 czerwca(dts) br      | [ 352 ]                                 |
| Lubomír Tesáček             | 54    | 29 czerwca(dts) br      | [ 353 ]                                 |
| Harold Nelson               | 88    | 1 lipca(dts) br         | [ 354 ]                                 |
| Pablo McNeil                | 71    | 4 lipca(dts) br         | [ 355 ]                                 |
| Ragnar Lundberg             | 86    | 10 lipca(dts) br        | [ 356 ]                                 |
| Kurt Lundquist              | 85    | 12 lipca(dts) br        | [ 357 ] [ 358 ]                         |
| Kennedy Ondiek              | 44    | 14 lipca(dts) br        | [ 359 ] [ 360 ]                         |
| Jim Bolding                 | 88    | 31 lipca(dts) br        | [ 361 ]                                 |
| Martin Crowe                | 88    | lipca(dts) br           | [ 362 ]                                 |
| Pierre Quinon               | 49    | 17 sierpnia(dts) br     | [ 363 ] [ 364 ] [ 365 ] [ 366 ]         |
| Johnny J. Kelley            | 80    | 21 sierpnia(dts) br     | [ 367 ] [ 368 ]                         |
| Jan Lammers                 | 84    | 1 września(dts) br      | [ 369 ]                                 |
| Seraphino Antao             | 73    | 6 września(dts) br      | [ 370 ] [ 371 ]                         |
| Eric Prabhakar              | 86    | 10 września(dts) br     | [ 372 ]                                 |
| Ali St. Louis               | 52    | 25 września(dts) br     | [ 373 ] [ 374 ]                         |
| Wira Popkowa                | 68    | 29 września(dts) br     | [ 375 ]                                 |
| Jan Olesiński               | 82    | września(dts) br        | [ 376 ]                                 |
| Ovidio de Jesús             | 78    | 3 października(dts) br  | [ 377 ]                                 |
| Zdravko Ceraj               | 91    | 6 października(dts) br  | [ 378 ]                                 |
| Bolesław Pachół             | 87    | 8 października(dts) br  | [ 379 ]                                 |
| James Worrall               | 97    | 9 października(dts) br  | [ 380 ] [ 381 ] [ 382 ]                 |
| Michał Krynicki             | 61    | 12 października(dts) br | [ 383 ] [ 384 ]                         |
| Abdoulaye Seye              | 77    | 14 października(dts) br | [ 385 ] [ 386 ]                         |
| Jan Skałbania               | 83    | 19 października(dts) br | [ 387 ]                                 |
| Sinikka Keskitalo           | 60    | 25 października(dts) br | [ 388 ] [ 389 ]                         |
| Dolores Dwyer               | 76    | 29 października(dts) br | [ 390 ]                                 |
| Ilona Tolnai-Rákhely        | 91    | października(dts) br    | [ 391 ]                                 |
| Josephine de la Viña        | 65    | 4 listopada(dts) br     | [ 392 ]                                 |
| Tatjana Szczełkanowa        | 74    | 24 listopada(dts) br    | [ 393 ]                                 |
| Vladimir Prikhodko          | 67    | 27 listopada(dts) br    | [ 394 ]                                 |
| Witold Kirkor               | 84    | 29 listopada(dts) br    | [ 395 ]                                 |
| Maxine Corcoran             | 57    | 29 listopada(dts) br    | [ 396 ]                                 |
| Wiktor Apostołow            | 49    | 30 listopada(dts) br    | [ 397 ]                                 |
| Mike Wiggs                  | 73    | 8 grudnia(dts) br       | [ 398 ]                                 |
| Sunday Bada                 | 42    | 12 grudnia(dts) br      | [ 399 ]                                 |
| Zithulele Sinqe             | 48    | 22 grudnia(dts) br      | [ 400 ]                                 |

## Koniec kariery

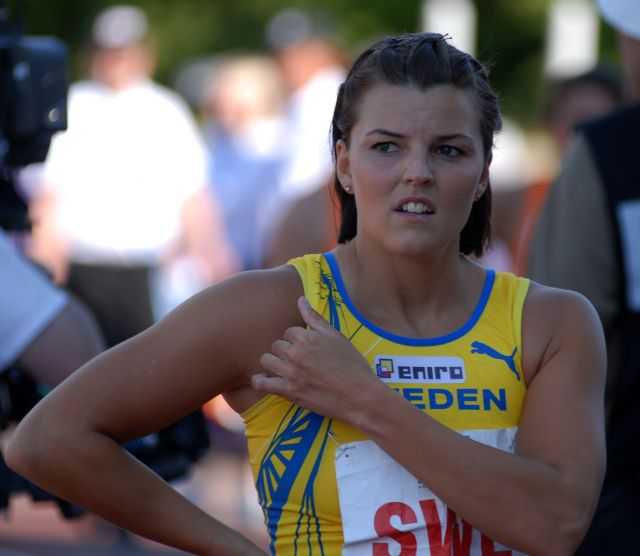
Jenny Kallur

| Imię i nazwisko       | Wiek | Źródło                  |
| --------------------- | ---- | ----------------------- |
| Birte Schütz          | 36   | [ 401 ]                 |
| Christian Nicolay     | 34   | [ 402 ]                 |
| Miriam Cupáková       | 31   | [ 403 ]                 |
| Peter Žňava           | 28   | [ 403 ]                 |
| Magnus Arvidsson      | 28   | [ 404 ] [ 405 ]         |
| Wojciech Kondratowicz | 31   | [ 406 ]                 |
| Manuel Martínez       | 36   | [ 407 ] [ 408 ] [ 409 ] |
| Eileen O’Keeffe       | 29   | [ 410 ]                 |
| Jenny Kallur          | 30   | [ 411 ]                 |
| Chelsea Johnson       | 27   | [ 412 ] [ 413 ]         |
| Tyler Christopher     | 27   | [ 414 ]                 |
| Jason Tunks           | 36   | [ 415 ]                 |
| Stefan Müller         | 31   | [ 416 ]                 |
| Laurien Hoos          | 28   | [ 417 ]                 |
| Andrea Bunjes         | 35   | [ 418 ]                 |
| Ivano Brugnetti       | 35   | [ 419 ] [ 420 ]         |
| Ruwen Faller          | 31   | [ 421 ]                 |
| Heber Viera           | 32   |                         |
| Annika Suthe          | 26   | [ 422 ]                 |